# Kanton L'Haÿ-les-Roses
Kanton l'Haÿ-les-Roses is een kanton van het Franse departement Val-de-Marne. Kanton l'Haÿ-les-Roses maakt deel uit van het arrondissement L'Haÿ-les-Roses en telt 59.006 inwoners in 2017.

## Gemeenten
Het kanton L'Haÿ-les-Roses omvatte tot 2014 enkel de gemeente L'Haÿ-les-Roses.
Door de herindeling van de kantons bij decreet van 17 februari 2014, met uitwerking in maart 2015, werd daar de gemeente Fresnes aan toegevoegd.